# تأثير وينشتاين

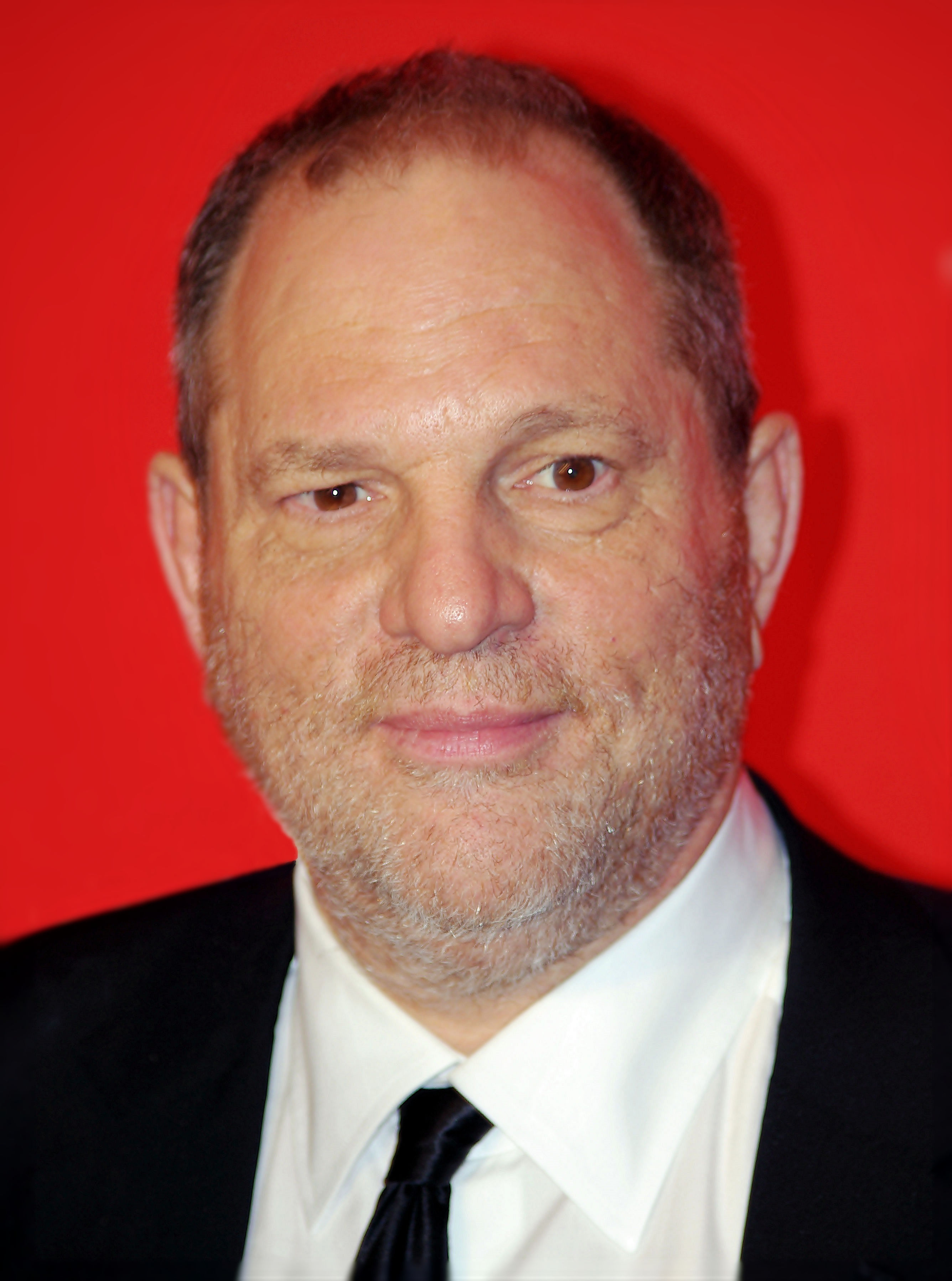

تأثير وينشتاين (بالإنجليزيّة: Weinstein effect) هو التوجه العالميّ لاتهام الرجال المشهورين بسوء السلوك الجنسيّ. قامت حملة عالميّة من الادعاءات بدأت في الولايات المتحدة في أكتوبر 2017، حيث بدأ الإعلام يشير إلى تورُّط المُنتِج السينمائيّ هارفي وينشتاين في جرائم اعتداء جنسيّ. وصِفت الادعاءات بأنها «نقطة تحوُّل» وساهمت في محاسبة قوميّة ضد التحرُّش الجنسيّ بشكل عام.
نشأ عن هذا التأثير حركة "أنا أيضا" التي تُشجِّع الناس على مشاركة تجاربهم عن التحرُّش والاعتداء الجنسيّ، مما أدى إلى نشوء سيل من الاتهامات عصفت بالكثيرين من الرجال من مراكز السُلطة في الولايات المتحدة، وأنهت عمل آخرين من السياسيّين حول العالم. وفي مجال الترفيه، أدت الادعاءات إلى طرد العديد من الممثلين والمُخرجين من الوسط الفنيّ.

## الخلفيّة
في يوليو عام 2016، قامت المذيعة غريتشين كارلسون في قناة فوكس نيوز برفع دعوى قضائيّة ضد رئيس القناة روغر إيليس، مما أدرى لإقصائه من رئاسة القناة، وشجَّعت الصحفيّين لاتباع الشائعات عن السلوك الجنسيّ لوينشتاين والمعلِّق السياسيّ بيل أوريلي. أدت ادعاءات أخرى وقضايا لطرد أوريلي في إبريل عام 2017. أنكر كل من إيليس وأوريلي تلك الاتهامات، ومات إيليس في مايو 2017.
في 5 أكتوبر عام 2017، أصدرت صحيفة نيويورك تايمز عدة تقارير تشير إلى تورُّط هارفي وينشتاين في العديد من اتهامات سوء السلوك الجنسيّ على مدار عقود. وفي 10 أكتوبر عام 2017 حرر الصحفيّ رونان فارو تقارير أخرى تحمل ادعاءات بالاعتداء الجنسيّ لوينشتاين، بأنه اعتدى وتحرَّش بـ13 امرأة واغتصب ثلاث منهن.
طُرد بعدها وينشتيان في الحال من شركة وينشتاين، استطاع وينشتاين التقليل من شأن تلك الادعاءات عن طريق اتفاقيات عدم إفصاح وتسويات ماديّة، كما هو شائعٌ في دعاوى التحرُّش الجنسيّ الخاصة بالمشاهير، قبل إذاعة الصحافة للخبر. أقامت نحو 80 مُتهِمة دعاوى ضد وينشتاين، منهن ممثلات شهيرات.

## الأثر
يقول جيم روتنبرغ من صحيفة نيويورك تايمز أن فضيحة وينشتاين ساهمت في خلق نوع من «المحاسبة القوميّة» ضد التحرُّش والاعتداء الجنسيّ في الولايات المتحدة، والتي أصبحت تُعرف باسم تأثير وينشتاين على وسائل التواصل الاجتماعيّ. كتبت «يو إس إيه توداي» أن 2017 هو العام الذي أصبح فيه التحرُّش الجنسيّ جريمة تستحق النبذ من العمل.
ادَّعى العديد من الرجال والنساء بوجود سوء سلوك جنسيّ في محل العمل في العديد من الصناعات، مما أدى إلى تحوُّل الرأي العام لإدانة وطرد العديد من الرجال من مراكز السلطة. شجَّعت حملة «أنا أيضا» على موقع تويتر مئات وآلاف من الناس لمشاركة قصصهن. من أمثلة المُتهَمين: الممثل كيفن سبيسي ودوستن هوفمان ولويس سي. كي. وبين أفليك، وصناع الأفلام مثل بريت راتنير وجيمس توباك. وفي مجال الصحافة، أدت الادعاءات إلى طرد المحررين والناشرين والمذيعين ورؤساء التحرير، ومنهم شخصيات بارزة في التليفزيون مثل شارلي روز ومارك هالبيرين ومات لوير. وفي السياسة صدرت العديد من الادعاءات، مختلفة في الدرجة، ضد عضو مجلس النواب الأمريكيّ جون كونيري وعضو مجلس الشيوخ الأمريكيّ آل فرانكلين، واستقال كلاهما من موقعيهما، وروي موور الذي فقد إمكانيّة ترشُّحه لمجلس الشيوخ الأمريكيّ عام 2017. طُرد من المشاهير ماريو باتالي وجون بيش من موقعيهما أيضًا.
اتُهم اثنان من داعمي حملة «أنا أيضا». رئيس سي بي إس ليسلي موونفيس كان واحدًا من أشد داعمي حركة أنا أيضا من هوليوود وعضو مؤسس في «مفوضيّة التحرُّش الجنسيّ ودعم المساواة في محل العمل»، المؤسسة في أواخر 2017 من أجل «تتبع ثقافة الإيذاء وتفاوت السلطات». في 27 يوليو عام 2018، اتهمته ست نساء بينهن الممثلة إيلينا دوجلاس، متهمات إياه بالتحرُّش الجنسيّ. في 19 أغسطس 2018، نُشر مقالٌ في نيويورك تايمز يُفصِّل ادعاءً أن آسيا آرجينتو اعتدت جنسيًّا على جيمي بينيت، الممثل والمغني صاحب الـ17 عامًا، في فندق بكاليفورنيا عام 2013، ودفعت له 380 ألف دولار نظير هذا الادعاء. كان بينيت تحت حكم قانون كاليفورنيا لسن القبول 18 عامًا، وقال أنها جعلته يتعاطى الكحول تحت سن 21 عامًا. كانت آرجينتو مُتهِمة رئيسة لوينشتاين وقائدة بارزة بحركة #أنا_أيضا.
خرج تأثير وينشتاين عن نطاق الولايات المتحدة، خاصة في العالم المُتحدِّث بالإنجليزيّة. في المملكة المتحدة، صدرت العديد من الادعاءات بسوء السلوك الجنسيّ ضد عدد من السياسيّين البريطانيّين وأصبحت فضيحة عامة قامت فيها عشرات النساء باتهام الأحزاب السياسيّة. أدت تلك الادعاءات إلى استقالة وزير الدفاع مايكل فالون، وأمين مجلس الوزراء ونائب رئيس الوزراء الفعليّ داميان غرين، والوزير الويلزي كارل سارجينت. في يناير 2018، صدرت تقارير عن التحرُّش الجنسيّ في الجمعيّة الخيريّة «نادي الرؤساء» تسببت في فضيحة أخرى. في كندا، صدرت اتهامات ضد مؤسس المهرجان الكوميديّ «جست فور لوفس» غيلبرت روزون أدت إلى استقالته، واتهم 15 شخص مذيع راديو كيوبيك إريك سالفيل بسوك السلوك الجنسيّ. كما طُرد لاعب البيسبول السابق والمذيع غريغ زوان.

## التحليل
تحدَّث الصحفيون الأمريكيّون في الإذاعة الوطنيّة العامة عن تلك الادعاءات بأنها «نقطة تحوُّل» في معالجة المجتمع لسوء السلوك الجنسيّ. فقد ميَّزوا تلك اللحظة عن المناظرات السابقة حول سوء السلوك الجنسيّ بوجود ثقة عامة في المُتهِمين، لأنهم في تلك الحالة من المشاهير المألوفين للعامة، بدلًا من كونهم أشخاص مجهولين ينالون الشهرة كما في حالة الادعاءات السابقة. توفِّر وسائل التواصل الاجتماعيّ منصة للنساء لمشاركة تجاربهن وتشجيع غيرهن بمدى غير مسبوق.